# جشنواره پاپ مونتری
جشنواره پاپ مونتری (انگلیسی: Monterey Pop Festival) یک رویداد کنسرت سه‌روزه بود که ۱۶ تا ۱۸ ژوئن ۱۹۶۷ در مونته‌ری، کالیفرنیا برگزار شد. نخستین حضور یا اجرای عمومی هنرمندان و گروه‌هایی همچون جیمی هندریکس، د هو، راوی شانکار، جنیس جاپلین و اوتیس ردینگ در این جشنواره رقم خورد. این جشنواره همچنین کالیفرنیا را به یکی از نقاط کانونی پادفرهنگ دهه ۱۹۶۰ تبدیل کرد و از سرآغازهای پدیدهٔ تابستان عشق شد.
جشنواره پاپ مونتری به دلیل تبلیغات وسیع، حضور گستردهٔ تماشاگران و اجراهای تاریخی الهام‌بخش و الگویی برای جشنواره‌های موفق بعدی از جمله وودستاک شد که دو سال بعد برگزار شد.